# Продовольственный паёк

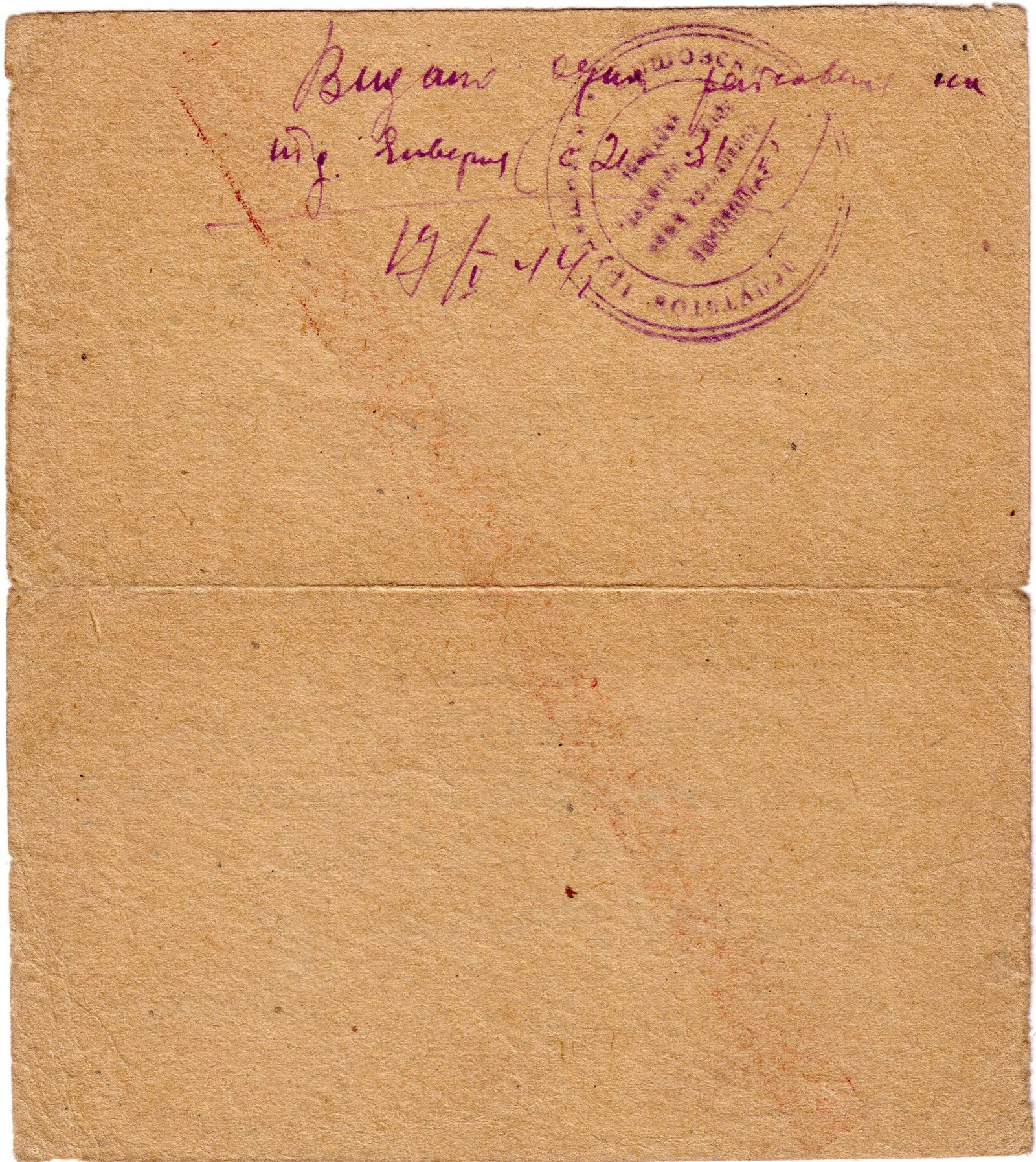
Отметка о выдаче продпайка на десять дней. Великая Отечественная война, 1944 год.

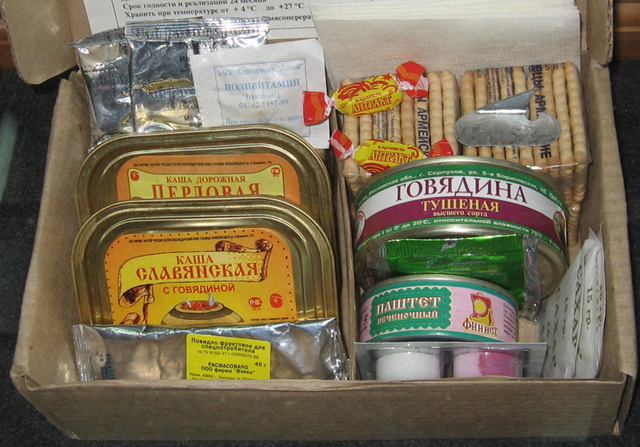
Индивидуальный рацион питания — повседневный (ИРП-П), на фото ИРП-П-4, так называемый «Сухой паёк».

Продовольственный паёк  (от тюрк. пай — «часть, доля») — набор продуктов питания в количестве и ассортименте по установленным нормам на сутки (суточная дача, сутодача), несколько дней, месяц и другие сроки. Разработаны после организации регулярных (призывных) вооружённых сил.
Паёк — солдатская указная дача провианта — муки и крупы. По видимому отсюда и пошло просторечное название норм продуктового довольствия (суточного, месячного и так далее).
Сокращённо — продпаёк, пп.
Структура и калорийность продпайка разрабатываются с учётом воинского труда, нервно-психических нагрузок, климатических и других факторов. В Вооружённых Силах России современного периода установлены пайки:
- общевойсковой;
- морской;
- подводный;
- лётный;
- лечебный;
- для воспитанников суворовских военных училищ;
- и другие.

## Виды продовольственного пайка
- Основной паёк — отпускается в виде блюд готового питания через столовые воинских частей (личному составу, состоящему на котловом довольствии), или натуральными продуктами на руки (для личного состава, не питающегося в столовой), а также выплачивается денежная компенсация за продпаёк в виде фиксированной суммы. В настоящее время в Российской армии питание обязательно в столовой только для срочной службы и отдельных категорий личного состава (например, экипажу корабля в походе). Остальному личному составу (рядового и сержантского состава контрактной службы, прапорщикам и офицерам) выплачивается ежемесячная денежная компенсация. Выдача натуральными продуктами сохранилась для л/с контрактной службы, прапорщикам и офицерам, проходящим военную службу в отдалённых местностях с неблагоприятными климатическими условиями, согласно утверждённого перечня.
- Дополнительный паёк — полагается сверх основного пайка при повышенных энергозатратах и нервно-психических нагрузках, в соответствии со спецификой должностных обязанностей, а также при нахождении военнослужащего в военном лечебном учреждении (в том числе индивидуальное диетическое питание).
- Бортовой паёк — обеспечиваются экипажи самолётов и вертолётов при полётах свыше 4 часов и кораблей (судов), не имеющих камбуза, при выходах в море на сутки и более. Один из вариантов сухого пайка.
- Рацион питания (сухой паёк) — выдаётся при отсутствии возможности готовить полноценную горячую пищу из продуктов основного пайка и включают компоненты, которые могут употребляться без тепловой обработки и храниться в обычных условиях. В современной Российской армии существует несколько вариантов индивидуальных и групповых рационов питания для различных случаев.
- Продукты длительного хранения, входящие в комплекты аварийного запаса на средствах спасения, либо продукты носимого аварийного запаса (НАЗ). Минимальный набор продуктов для выживания в экстремальных условиях.

## Нормы суточного довольствия военнослужащих ВС СССР
В 1934 году в РККА (ВС СССР) постановлением СТО № К-29сс, от 6 марта 1934 года были введены следующие нормы суточного довольствия по основному красноармейскому пайку:
Норма № 1 - Суточное довольствие по основному красноармейскому пайку.
Норма № 2 - Суточное довольствие по усиленному пайку взамен существующих норм снабжения по морскому, курсантскому, подводному, при состязаниях, мотомехчастям. Его выдавать:
а) плавающему составу морского флота, в т.ч. подводному составу.
б) летно-подъемного составу гидро-авиации.
в) курсантскому составу нормальных школ и слушательскому составу академий и курсов усовершенствования высшего начсостава.
г) на 25.000 часов мотомехчастям (составу, работающему исключительно в коробках).
д) личный состав фортов и батарей береговой обороны по особому списку (при согласовании с НКСнабом).
е) личный состав полярных радиостанций.
ж) клюквенный экстракт выдается только плавающему составу морей.
Норма № 3 - Суточное довольствие питания военных госпиталей.
Норма № 4 - Суточное диетическое питание военных санаториев.
Норма № 5 - Суточное довольствие по дополнительному праздничному пайку.
Норма № 6 - Суточное довольствие по дополнительному противоцинготному пайку.
Норма № 7 - Месячное довольствие диетпитания летно-подъемного состава ВВС РККА.
Норма № 8 - Суточное довольствие горячими завтраками летно-подъемного состава ВВС РККА.
Норма № 9 - Месячное довольствие диетпитания переменного состава (курсантов) летных школ ВВС РККА.
Норма № 10 - Суточное довольствие по дополнительному пайку для команд подводных лодок и водолазов.
Норма № 11 - Суточное довольствие по дополнительному полярному пайку.
Норма № 12 - Суточное довольствие по дополнительному пайку войск караульной службы и береговых частей.
Норма № 13 - Суточное довольствие состава торпедных катеров при отрыве от баз.
Питание по основным нормам №1-4 указаны в таблицах ниже
| № по порядку | Наименование продукта            | Норма №1 | Норма №2 | Норма №3 | Норма №4 |
| ------------ | -------------------------------- | -------- | -------- | -------- | -------- |
| 1.           | Хлеб ржаной                      | 600      | 600      | 700      | 900      |
| 2.           | Хлеб пшеничный 96 %              | 400      | 400      | 700      | -        |
| 3.           | Мука пшеничная 85 % (подболтная) | 20       | 20       | 20       | 20       |
| 4.           | Мука картофельная                | -        | 5        | 10       | 10       |
| 5.           | Крупа разная                     | 150      | 150      | 150      | 150      |
|              | Крупа манная                     | -        | -        | 15       | 20       |
|              | Крупа гречневая                  | -        | 40       | 55       | 20       |
|              | Крупа пшено                      | -        | 15       | 55       | -        |
|              | Крупа перловая                   | -        | 10       | 55       | 20       |
|              | Горох-бобы                       | -        | 15       | 55       | -        |
|              | Рис                              | -        | 40       | 15       | 20       |
| 6.           | Макаронные изделия               | 10       | 40       | 35       | 40       |
| 7.           | Мясо                             | 175      | 210      | 140      | 210      |
| 8.           | Рыба (сельдь)                    | 75       | 90       | 60       | 90       |
| 9.           | Сало (жир животный)              | 20       | 10       | 10       | 20       |
| 10.          | Масло растительное               | 30       | 5        | 5        | 10       |
| 11.          | Масло коровье                    | -        | 50       | 40       | 55       |
| 12.          | Картофель                        | 400      | 400      | 400      | 400      |
| 13.          | Капуста (квашеная и свежая)      | 170      | 170      | 170      | 170      |
| 14.          | Свёкла                           | 60       | 60       | 60       | 60       |
| 15.          | Морковь                          | 35       | 35       | 35       | 35       |
| 16.          | Лук                              | 30       | 30       | 30       | 30       |
| 17.          | Коренья, зелень                  | 40       | 40       | 40       | 40       |
| 18.          | Томат-пюре                       | 15       | 15       | 15       | 15       |
| 19.          | Грибы сушеные                    | -        | -        | 0.1      | -        |
| 20.          | Перец                            | 0,5      | 0,5      | 0,5      | 0,5      |
| 21.          | Лавровый лист                    | 0,3      | 0,3      | 0,3      | 0,3      |
| 22.          | Молоко свежее                    | -        | -        | 250      | 250      |
| 23.          | Творог                           | -        | -        | 25       | 25       |
| 24.          | Сметана                          | -        | -        | 10       | 10       |
| 25.          | Сыр                              | -        | -        | 25       | 25       |
| 26.          | Яйца                             | -        | -        | 2        | 2        |
| 27.          | Фрукты и ягоды сушеные и свежие  | -        | 15       | 20       | -        |
| 28.          | Клюквенный экстракт              | -        | 2        | 10       | -        |
| 29.          | Сахар                            | 35       | 65       | 60       | 35       |
| 30.          | Чай (в месяц)                    | 50       | 50       | 50       | 50       |
| 31.          | Кофе                             | -        | 3        | 0.2      | -        |
| 32.          | Желатин                          | -        | -        | 0.16     | -        |
| 33.          | Соль                             | 30       | 30       | 30       | 30       |
| 34.          | Мыло (в месяц)                   | 200      | 400      | 200      | 200      |
| 35.          | Горчица                          | 0,3      | 0,3      | 0,3      | 0,3      |
| 36.          | Уксус                            | 3        | 3        | 3        | 3        |

В мае 1941 года норма № 1 была изменена с уменьшением мяса (до 150 граммов) и увеличением рыбы (до 100 граммов) и овощей.
Нормы суточного довольствия (не котлового, просторечие — сухой паёк) на одного человека разрабатывал институт Академии тыла и снабжения. Был разработан вегетарианский рацион для военнослужащих. Курильщики получали 30 граммов махорки в сутки и три коробка спичек на месяц. Некурящие женщины-военнослужащие могли рассчитывать на 200 граммов шоколада или 300 граммов конфет ежемесячно.
Изменённые нормы были утверждены Постановлением СНК СССР и ЦК ВКП(б) № 1357—551сс, от 15 мая 1941 года и Приказом Наркома обороны Союза № 208 от 24 мая 1941 года. Новая норма № 1 была введена с 1 июня 1941 года и составляла:
Сухари ржаные — 600 граммов (хлеб чёрный)

Концентрированная каша из пшена — 200 граммов

Концентрированный суп-пюре гороховый — 75 граммов

Колбаса полукопчёная «Минская» — 100 граммов

— или вобла суховяленая/копчёная — 150 граммов

— или сыр-брынза — 150 граммов

— или суховяленое рыбное филе — 100 граммов

— или мясные консервы — 113 граммов

— или сельдь солёная — 200 граммов

Сахар — 35 граммов

Чай — 2 грамма

Соль — 10 граммов.
С сентября 1941 года норма № 1 была оставлена только для довольствия частей фронта, а для тыловых, караульных и войск, не входящих в состав действующей армии, были предусмотрены более низкие нормы довольствия. В это же время началась выдача водки частям действующей армии в размере 100 граммов в день на человека. Остальным военнослужащим водка полагалась только по государственным и полковым праздникам (около 10 раз в году). Женщинам-военнослужащим выдача мыла была увеличена до 400 граммов. Эти нормы действовали на протяжении всего периода Великой Отечественной войны. С улучшением показателей экономики СССР (качества жизни) к концу 1940-х годов норма № 1 была восстановлена для всех формирований ВС СССР.
Экономические показатели в государстве улучшались и с 1 января 1960 года в норму было введено 10 граммов сливочного масла, а количество сахара увеличено до 45 граммов, затем на протяжении 1960-х годов, в норму вводились: кисель (сухофрукты) — до 30 (20) граммов, увеличивалось количество сахара до 65 граммов, макаронных изделий до 40 граммов, сливочного масла до 20 граммов, хлеб из муки пшеничной 2 сорта заменён на хлеб из муки 1 сорта. С 1 мая 1975 года норма была увеличена за счёт выдачи по выходным и праздничным дням куриных яиц (две штуки), а в 1983 году было произведено незначительное её изменение за счёт некоторого перераспределения муки/крупы и видов овощей. В 1990 году было произведена корректировка нормы продовольственного снабжения:

### Норма № 1.
По норме № 1 питались солдаты и сержанты срочной службы, солдаты и сержанты запаса при нахождении на сборах, солдаты и сержанты сверхсрочной службы, прапорщики. Эта норма для Сухопутных войск.
| № по порядку | Наименование продукта                       | Количество на сутки, граммов |
| ------------ | ------------------------------------------- | ---------------------------- |
| 1.           | Хлеб ржано-пшеничный                        | 350                          |
| 2.           | Хлеб пшеничный                              | 400                          |
| 3.           | Мука пшеничная (высшего или 1 сорта)        | 10                           |
| 4.           | Крупа разная (рис, пшено, гречка, перловка) | 120                          |
| 5.           | Макаронные изделия                          | 40                           |
| 6.           | Мясо                                        | 250                          |
| 7.           | Рыба                                        | 250                          |
| 8.           | Жир животный (маргарин)                     | 20                           |
| 9.           | Масло растительное                          | 20                           |
| 10.          | Масло сливочное                             | 30                           |
| 11.          | Молоко коровье                              | 100                          |
| 12.          | Яйца куриные                                | 4 штуки (в неделю)           |
| 13.          | Сахар                                       | 70                           |
| 14.          | Соль                                        | 20                           |
| 15.          | Чай (заварка)                               | 1,2                          |
| 16.          | Лавровый лист                               | 0,2                          |
| 17.          | Перец молотый (чёрный или красный)          | 0,3                          |
| 18.          | Горчичный порошок                           | 0,3                          |
| 19.          | Уксус                                       | 2                            |
| 20.          | Томат-паста                                 | 6                            |
| 21.          | Картофель                                   | 600                          |
| 22.          | Капуста                                     | 130                          |
| 23.          | Свёкла                                      | 100                          |
| 24.          | Морковь                                     | 100                          |
| 25.          | Лук                                         | 50                           |
| 26.          | Огурцы, помидоры, зелень                    | 40                           |
| 27.          | Сок фруктовый или овощной                   | 50                           |
| 28.          | Кисель сухой/ сухофрукты                    | 30/120                       |
| 29.          | Витамин «Гексавит»                          | 3 Драже                      |

### Дополнения к норме № 1
Для личного состава караулов по сопровождению воинских грузов на железной дороге
| № по порядку | Наименование продукта | Количество на сутки, граммов |
| ------------ | --------------------- | ---------------------------- |
| 1.           | Мясо                  | 250                          |
| 2.           | Масло сливочное       | 20                           |
| 3.           | Сахар                 | 10                           |

Для офицеров запаса, находящихся на сборах
| № по порядку | Наименование продукта | Количество на сутки, граммов |
| ------------ | --------------------- | ---------------------------- |
| 1.           | Масло сливочное       | 30                           |
| 2.           | Печенье               | 20                           |

Примечание:
- Поскольку суточная норма хлеба намного превышала потребности некоторых солдат и сержантов в хлебе, разрешалось выдавать хлеб на столы в нарезанном виде в количестве, которое обычно съедают военнослужащие, и некоторое количество хлеба дополнительно выкладывать у окна раздачи в обеденном зале для тех, кому не хватило обычного количества хлеба. Образующиеся за счёт экономии хлеба суммы разрешалось использовать на приобретение других продуктов для солдатского стола. Обычно на эти деньги приобретались фрукты, конфеты, печенье для солдатских праздничных обедов; чай и сахар для дополнительного питания солдат в караулах; сало для дополнительного питания во время учений. Вышестоящим командованием поощрялось создание в полках прикухонного хозяйства (свинарники, огороды), продукция которого использовалась на улучшение питания солдат сверх нормы № 1. Кроме того, несъеденный солдатами хлеб часто использовался для изготовления сухарей в сухой паёк, который устанавливается в соответствии с нормой № 9 (см. ниже).
- Допускалась замена мяса свежего мясными консервами из расчёта вместо 150 граммов мяса 112 граммов мясных консервов, рыбы рыбными консервами из расчёта замены 100 граммов рыбы 60 граммов рыбными консервами.
- Вообще существовало около пятидесяти норм. Норма № 1 являлась базовой и, естественно, самой низкой по калорийности.

Примерное меню в солдатской столовой на день:
- Завтрак: каша перловая, гуляш, чай, сахар, масло, хлеб чёрный и белый.
- Обед: салат из солёных помидоров, борщ на мясном бульоне, каша гречневая, мясо отварное порционное, кисель, хлеб чёрный и белый.
- Ужин: пюре картофельное, рыба жареная порционная, чай, масло, сахар, хлеб чёрный и белый.

### Индивидуальные рационы питания
Так называемый в просторечии сухой паёк или сухпай — продукты в специальной укладке. В Западных армиях его называют боевым рационом. Эту норму разрешается выдавать только при нахождении военнослужащих в условиях, когда невозможно обеспечить их полноценным горячим питанием.
При СССР сухие пайки комплектовались консервированными продуктами, устройством для подогрева пищи, таблетками сухого спирта и укладывались в картонные коробки (ящики для групповых пайков). Каждая упаковка имела нумерацию от одного до шести, обозначающую вариант комплектации продуктами.
В современной Российской армии применяются два основных вида ИРП — это самый распространённый ИРП-П (повседневный) и ИРП-Б (боевой). Последний немного более калориен. Он составляется по так называемой норме № 9. ИРП-Б можно выдавать на срок не более чем на трое суток, после чего в обязательном порядке военнослужащих должны были обеспеченны горячим питанием.
Укладка ИРП-П-1, по ТУ 9194-461-04605473-03
| № по порядку | Наименование продукта                                 | Количество на сутки граммов, штук |
| ------------ | ----------------------------------------------------- | --------------------------------- |
| 1.           | Хлебцы армейские                                      | 300 / 6 уп.                       |
| 2.           | Консервы мясные (говядина тушёная)                    | 500                               |
| 3.           | Консервы мясные (фарш любительский)                   | 300                               |
| 4.           | Консервы мясорастительные (каша перловая с говядиной) | 250                               |
| 5.           | Консервы мясорастительные (каша рисовая со свининой)  | 250                               |
| 6.           | Повидло фруктовое                                     | 90/2 уп.                          |
| 7.           | Концентрат для напитка                                | 25                                |
| 8.           | Чай растворимый с сахаром                             | 32/2 пак.                         |
| 9.           | Сахар                                                 | 30                                |
| 10.          | Поливитамины драже                                    | драже                             |
| 11.          | Салфетки гигиенические                                | 3 шт.                             |
| 12.          | Разогреватель пищи                                    | 1 к-т                             |
| 13.          | Вскрыватель консервов и упаковки                      | 1 шт.                             |

Масса пайка 1,6 кг, пищевая ценность — 3369 ккал.
Консервы мясные — это обычно тушёнка, фарш сосисочный, фарш колбасный, паштет печёночный. Консервы мясорастительные — это обычно каша с мясом (каша гречневая с говядиной, каша рисовая с бараниной, каша перловая со свининой).
Все консервы из сухого пайка можно есть в холодном виде.
Весь набор продуктов ИРП упаковывался в картонную коробку или различную пластиковую тару защитного цвета, с 2015 года все типы ИРП упаковываются в стандартизированную упаковку.
Также существуют некоторые другие виды рационов питания:
- Индивидуальный рацион питания усиленный ИРП-У
- Индивидуальный рацион питания горный РПГ по норме укладки № 10
- Рацион для экипажей самолётов и вертолётов на запасных аэродромах — РПЭСВ (норма № 12)
- Бортовой рацион питания экипажей самолётов и вертолётов БРПЭСВ по норме № 17
- Рацион питания для водолазов — АРП (норма № 18)
- Дополнительный рацион для доноров (норма № 21)
- Одноразовый рацион питания (норма № 22)
- Индивидуальный рацион питания для военнослужащих ФСБ — ИРП-ФСБ
- Индивидуальный рацион питания для военнослужащих ФСБ — ИРП-ФСБ «Горный»
- Групповой сухой паёк на 10 человек — ГРП-10
- Сухой паёк для военнослужащих, несущих службу в условиях воздействия радиации или имеющих дело с ядовитыми химическими веществами.

1. Ассорти мясное (300 гр.) - 1 шт
2. Свинина пикантная (300 гр.) - 1 шт
3. Ассорти деликатесное (300 гр.) - 1 шт
4. Мясо цыплят с овощами (250 гр.) - 1 шт
5. Свинина с картофелем (250 гр.) - 1 шт
6. Мясо с перловой кашей (250 гр.) - 1 шт
7. Борщ в тубе (165 гр.) - 1 шт
8. Мясное пюре в тубе (165 гр.) - 1 шт
9. Творог с облепиховым пюре в тубе (165 гр.) - 1 шт
10. Сок вишнево-виноградный в тубе (165 гр.) - 1 шт
11. Рассольник в тубе (165 гр.) - 1 шт
12. Мармелад (50 гр.) - 1шт
13. Чернослив с орехами (60г.) - 1шт
14. Крекеры "Визит" - 1 шт
15. Каша овсяная с добавками (Сублимат, 45 гр.) - 1шт

В армиях стран НАТО военнослужащие используют индивидуальные и групповые рационы питания при работе в отрыве от базы (места дислокации). Наиболее распространённый в американской армии разовый рацион питания — MRE (Meal Ready to Eat — «блюда, готовые к употреблению»). Это пластиковая упаковка продуктов, рассчитанная на один приём пищи, выпускается в 24-х вариантах комплектации. Также американцы применяют другие виды пайков:
- Сухой паёк LRP (Long Range Patrol) — разовый рацион питания при патрулировании
- Сухой паёк MCW (Meal Cold Weather) — разовый рацион питания при нахождении в холодном климате
- Сухой паёк FSR (First Strike Ration), он предназначен для военнослужащих, выполняющих свои задачи в условиях повышенных физических нагрузок. Рассчитан на 72 часа
- Суточный рацион питания HDR (Humanitarian Daily Ration) — «гуманитарный» сухой паёк